# Ампару (Параиба)
Ампару (порт. Amparo) — муниципалитет в Бразилии, входит в штат Параиба. Составная часть мезорегиона Борборема. Входит в экономико-статистический микрорегион Карири-Осидентал. Население составляет 2078 человек на 2006 год. Занимает площадь 121,983 км². Плотность населения — 17,0 чел./км².

## Статистика
- Валовой внутренний продукт на 2003 год составляет 5 559 606,00 реалов (данные: Бразильский институт географии и статистики).
- Валовой внутренний продукт на душу населения на 2003 год составляет 2793,77 реалов (данные: Бразильский институт географии и статистики).
- Индекс развития человеческого потенциала на 2000 год составляет 0,603 (данные: Программа развития ООН).

## География
В соответствии с классификацией Кёппена, климат относится к категории BSH.